# Critogaster nuda
Critogaster nuda är en stekelart som beskrevs av Mayr 1885. Critogaster nuda ingår i släktet Critogaster och familjen fikonsteklar. Inga underarter finns listade i Catalogue of Life.